# Walther von Seydlitz-Kurzbach
Walther von Seydlitz-Kurzbach fue un general de artillería alemán durante la Segunda Guerra Mundial. Ganó fama cuando, tras ser tomado prisionero por los soviéticos en la batalla de Stalingrado en enero de 1943, incitó abiertamente a un levantamiento antinazi entre los oficiales de la Wehrmacht que llevase al derrocamiento de Hitler para evitar el colapso total del Reich al cual los estaba dirigiendo. Su petición no fue escuchada.

## Biografía

### Carrera militar
Nació el 22 de agosto de 1888 en Hamburgo, y murió el 28 de abril de 1976 en Bremen. Provenía de una aristocrática familia prusiana de tradición militar. Era descendiente de un famoso general de caballería, Friedrich Wilhelm von Seydlitz que se había distinguido en el ejército de Federico II el Grande.
Participó en ambos frentes como teniente del ejército imperial alemán durante la Primera Guerra Mundial, y después de la guerra fue ascendido a Capitán. Ocupó varios cargos militares durante la República de Weimar hasta que fue transferido al Ministerio del Reichswehr, entrando en contacto directo con las planificaciones militares alemanes de la época, restringidas tras la paz de 1919.
En 1930 era ya mayor del ejército, y en sucesivos ascensos pasó a teniente coronel (1934), coronel (1936) y general de división (1939) de la nueva Wehrmacht creada por el régimen nazi. Al iniciarse la Segunda Guerra Mundial luchó en el Frente Occidental, donde recibió la Cruz de Caballero por su participación distinguida en la ofensiva en Francia. Después de la campaña francesa fue pasado a la reserva, aunque rápidamente fue reincorporado a inicios de 1941 con motivo de la Operación Barbarroja lanzada contra la URSS.
En 1942, fue ascendido a Teniente General (con derecho a dirigir grupos de divisiones) tras desempeñar un liderazgo calificado de "valiente y ejemplar" dirigiendo fuerzas alemanas en la Bolsa de Demyansk y como tal recibió el mando del LI Cuerpo de Ejércitos adscrito al 6.º ejército del futuro Mariscal de Campo Friedrich Paulus, el cual participaría en la batalla de Stalingrado desde septiembre de 1942.

### Prisionero de Guerra en la URSS
Seydlitz fue tomado prisionero en las fases finales de la batalla de Stalingrado, antes de la rendición oficial de las tropas germanas, y debido a que durante su cautiverio declaraba a sus interrogadores soviéticos una postura opuesta al nazismo, fue convocado por el comando supremo del Ejército Rojo, por orden de Stalin, para que tratara de convencer a otros generales alemanes sobre el proyecto de reunir un grupo importante de oficiales apresados y con ellos alzarse contra Hitler. 
Algunos como los generales Daniels, Drebber, y Schlömer (también apresados en Stalingrado) fueron convencidos por Seydlitz para formar un núcleo de resistencia antinazi. Seydlitz llegó incluso a participar en mensajes radiofónicos enviados desde Moscú con propaganda antinazi para las tropas de la Wehrmacht. Al conocerse en Alemania la situación de Seydlitz, fue condenado a muerte en ausencia por un tribunal militar acusado de traición, sus familiares también fueron perseguidos y expulsados de cargos oficiales por orden de Hitler.
En septiembre de 1943 Seydlitz fue nombrado presidente de la Liga de Oficiales Alemanes, un grupo de oficiales alemanes de alto rango que, prisioneros de la URSS, tenían como finalidad derrocar a Hitler con la creación de un "Ejército de Alemania Libre" o instigando un levantamiento militar en la retaguardia alemana. La Liga de Oficiales dependía del denominado Comité Nacional por una Alemania Libre (Nationalkomitee Freies Deutschland, en alemán), formado por comunistas alemanes exiliados que también buscaban generar una revuelta militar antinazi dentro de la Wehrmacht. Pese al inicial entusiasmo de Seydlitz, fracasó su iniciativa de formar un "ejército alemán antinazi" con los prisioneros germanos que se le adhirieran pues los jefes soviéticos no la aceptaron; también falló Seydlitz en su intento de convocar a más oficiales alemanes de alta graduación, siendo inclusive rechazadas sus propuestas por muchos de ellos. Seydlitz inclusive propuso al mando supremo del Ejército Rojo reunir un grupo de soldados prisioneros alemanes para lanzarlos en paracaídas sobre Alemania e iniciar allí una guerrilla de partisanos comunistas, pero también esta idea fue descartada como impracticable.
El grado de adhesión obtenido por la Liga de Oficiales Alemanes fue bastante reducido, siendo inviable usarlo como base para una formación militar autónoma, además de la desconfianza de Stalin ante la idea de rearmar prisioneros alemanes. Luego ocurrió el intento de asesinato de Hitler del 20 de julio de 1944, en el cual no participaron los comunistas alemanes ni la Liga de Oficiales, siendo evidente ante la NKVD soviética que la intensa labor de propaganda de Seydlitz había sido ineficaz. Ante ello, Stalin consideró que la Liga de Oficiales Alemanes se había tornado en un ente inútil, y por lo tanto se volvió a encarcelar a Seydlitz y al resto de oficiales de la Liga. La función de propaganda quedó confiada entonces de modo casi exclusivo al Comité Nacional por una Alemania Libre, formado por militares de menor rango y por militantes comunistas alemanes.

### Posguerra
Tras el fin de la guerra en 1945, Seydlitz no quiso cooperar con la ocupación soviética de Alemania, por lo que en 1949 fue sentenciado a prisión en la URSS por crímenes de guerra de sus tropas. Finalmente, y después de varios juicios y de sufrir varias nuevas penas, es liberado por los soviéticos en 1956. Seydlitz regresó a Alemania tras casi 14 años de ausencia y se instaló en Bremen, donde intentó recuperar sus propiedades, que se le restituyera su rango y se le reconozca la pensión vitalicia que le correspondía como general, pero no consiguió los dos últimos de éstos propósitos. Seydlitz apenas consiguió que en 1956 el gobierno de Alemania Occidental anulara las condenas que le impuso el Tercer Reich.
Sin poder recuperar sus rangos militares, e ignorado por completo por sus antiguos camaradas de armas, Walter von Seydlitz-Kurzbach murió en Bremen el 28 de abril de 1976. En 1994 sus descendientes obtuvieron que los tribunales militares de Rusia anularan las sentencias impuestas por la URSS.